# Jan Andrzej Dulfus
Jan Andrzej Dulfus herbu własnego (ur. w 1754 roku w Warszawie – zm. po 1810 roku) – generał adiutant Buławy Wielkiej Koronnej z rangą podpułkownika w 1788 roku, podpułkownik 4. Regimentu Pieszego w 1792 roku, członek Sztabu Generalnego Wojska Koronnego w 1792 roku.

## Życiorys
Wziął udział w wojnie polsko-rosyjskiej 1792 roku. 